# José A. Santos
José Adeón Santos León, född 26 april 1961 i Concepción, Chile, är en chilensk före detta jockey, som är invald i National Museum of Racing och Hall of Fame i USA.

## Karriär
Jose Santos tävlade först på Club Hípico de Concepción i sitt hemland Chile, samt i Colombia innan han flyttade till USA 1984. Där blev han amerikansk jockeychampion efter pengar fyra år i rad, från 1986 till 1989, och vann 1988 års Eclipse Award for Outstanding Jockey.
Han vann sju Breeders' Cup-löp och 1999 års Belmont Stakes tillsammans med Lemon Drop Kid. Han vann 2003 års Kentucky Derby och Preakness Stakes med Funny Cide, men missade att ta titeln Triple Crown of Thoroughbred Racing efter att ha slutat trea i Belmont Stakes. På senare tid har Santos sagt att Funny Cide inte var den bästa hästen han någonsin red, men att han verkligen var hans personliga favorit.

### Olycka
Den 1 februari 2007 var Santos, då 45 år gammal, inblandad i en löpolycka med tre hästar på Aqueduct Racetrack i New York. Han bröt fem kotor, bröstbenet, samt flera revben.